# Bulbul verdós menut
El bulbul verdós menut (Eurillas virens) és una espècie d'ocell de la família dels picnonòtids (Pycnonotidae). Es troba a l'Àfrica occidental i central. Els seus hàbitats principals són els boscos tropicals i subtropicals de frondoses humits de les terres baixes i de l'estatge montà, els boscos tropicals i subtropicals de frondoses secs, els boscos de pantans, els manglars. la sabana seca, els matollars humids tropicals i subtropicals, els jardins rurals i les àrees forestals fortament degradades. El seu estat de conservació es considera de risc mínim.